# Festival di Berlino 1958

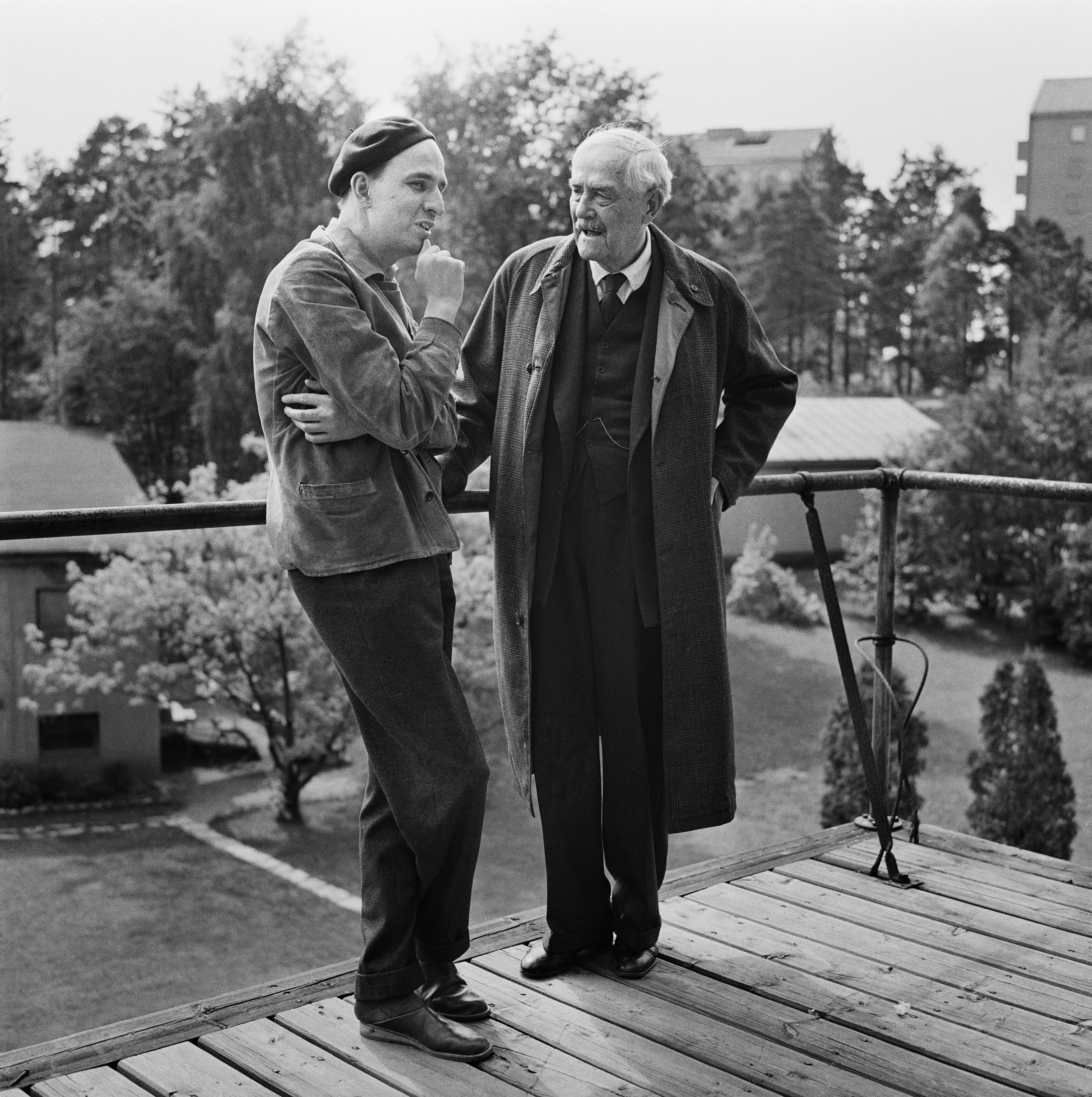
Ingmar Bergman e Victor Sjöström, entrambi premiati per Il posto delle fragole.

L'8ª edizione del Festival internazionale del cinema di Berlino si è svolta a Berlino dal 27 giugno all'8 luglio 1958, con lo Zoo Palast come sede principale. Direttore del festival è stato per l'ottavo anno Alfred Bauer.
L'Orso d'oro è stato assegnato al film svedese Il posto delle fragole di Ingmar Bergman.
La retrospettiva di questa edizione è stata dedicata ai capolavori internazionali del periodo 1915-1945.

## Storia
(Karena Niehoff, Der Tagesspiegel, 11 gennaio 1958)
Alla sua ottava edizione la Berlinale tentò di presentarsi come evento più maturo, sia politicamente sia per i contenuti. Già durante la cerimonia di inaugurazione nella nuova Kongresshalle nel Tiergarten, la rassegna dette l'impressione di essere più indipendente e "sicura di sé" nel suo ruolo di evento prestigioso, con una lista di invitati sempre più internazionale. Il sindaco Willy Brandt parlò delle responsabilità morali di Berlino durante il discorso di apertura: «Gli standard cinematografici di diverse nazioni differiscono l'uno dall'altro non meno delle lingue e dei costumi dei diversi popoli. Ma questo non ci consente di essere di vedute limitate. Ho fiducia nel cosmopolitismo di questa città».
Nonostante la pioggia migliaia di berlinesi accorsero ad attendere le star in arrivo. La più acclamata fu Gina Lollobrigida, accolta all'aeroporto di Tempelhof da una folla di ammiratori e giornalisti e persino una piccola orchestra che intonò un motivo augurale per il suo compleanno. Tra gli altri spiccarono Sidney Poitier, Giulietta Masina, Federico Fellini, Michel Simon, Stanley Kramer, Bibi Andersson e Walt Disney, i cui film erano sempre stati apprezzati (e premiati) a Berlino e al quale Willy Brandt disse durante la sua visita alla Rotes Rathaus: «I nostri figli ci ricordano dei vostri personaggi ogni giorno». Naturalmente non mancarono le celebrità locali, da O.E. Hasse a Paul Klinger e Curd Jürgens.
Nello stesso discorso di apertura, Brandt proseguì affermando: «Qui, proprio in questa città, è stato imposto un confine che ha cercato di separare gli abitanti di Berlino, un confine che non solo divide la Germania, la sua gente e la nazione, ma simbolizza anche la frattura alla base della crisi internazionale che ci ha causato tutta questa inquietudine». Molti commentatori attribuirono al festival una funzione di crocevia culturale e politico tra Oriente e Occidente e chiesero di allontanarsi dalla mentalità di "città in prima linea" verso una visione più cosmopolita, evitando di bloccarsi su principi che sarebbero presto diventati antiquati. Come reazione alle forti critiche ricevute l'anno precedente per la politica di rifiutare film provenienti dagli stati del blocco orientale venne invitata per la prima volta l'Unione Sovietica, anche se l'invito venne rifiutato a causa di un errore formale.

### I film e i premi
Dal punto di vista artistico il festival del 1958 fu un grande successo e la critica elogiò la diversità del programma che si rifletté anche nelle opere premiate. La giuria presieduta da Frank Capra assegnò l'Orso d'oro a Il posto delle fragole di Ingmar Bergman, ma a ricevere le migliori recensioni furono il film indiano Due occhi e dodici mani di V. Shantaram e il giapponese Storia di un amore puro di Tadashi Imai, vincitore del premio come miglior regista, a proposito del quale Wolfgang Schimming scrisse sul Rheinische Post: «Nuovi contenuti e immagini sembrano essere in grado di prosperare e raggiungere la maturità nel cinema giovane di Paesi lontani, ciò che non avviene in quelli del cinema classico dove i contenuti sono diventati stantii e le qualità tecniche sono sempre più ingegnose».
Gli Stati Uniti parteciparono con La parete di fango di Stanley Kramer, che fruttò il premio come miglior attore a Sidney Poitier, Selvaggio è il vento di George Cukor, premiato con l'Orso d'argento per la migliore attrice a Anna Magnani, e Tempo di vivere di Douglas Sirk, che sollevò obiezioni nel comitato del festival riguardo al suo "significato artistico".
Nessuno dei film italiani inviati venne accettato, a parte Anna di Brooklyn di Vittorio De Sica e Carlo Lastricati e solo perché ogni Paese partecipante aveva il diritto di designare un film "d'autorità", così come i film tedeschi che furono rappresentati dal documentario L'ottava meraviglia del mondo di Hans Domnick. La commissione di selezione tentò infatti, senza successo, di far partecipare Taiga inferno bianco di Wolfgang Liebeneiner, Ósmy dzien tygodnia di Alexander Ford, Kanaillen di Leo de Laforgue, Pezzo, capopezzo e capitano di Wolfgang Staudte e Polikuska di Carmine Gallone. Quest'ultimo venne accettato in extremis, ma a causa di problemi di sincronizzazione fu sostituito da Ragazze in uniforme di Géza von Radványi, decisione ritenuta opportuna dato che come affermò il direttore della Berlinale Alfred Bauer, «i filmmakers tedeschi erano meglio rappresentati da Ragazze in uniforme che da una coproduzione tedesco-italo-francese, sulla cui appropriata appropriatezza il comitato del festival non è riuscito a raggiungere il consenso unanime».
In definitiva, la maggior parte della stampa parlò di un programma con un sorprendente numero di film inusuali degni di discussione e dei tanti ospiti, da sempre un punto di riferimento della popolarità del Festival di Berlino.

## Giurie

### Giuria internazionale
- Frank Capra, regista, sceneggiatore e produttore (Stati Uniti) - Presidente di giuria[10]
- Joaquim Novais Teixeira, politico, scrittore e critico cinematografico (Portogallo)
- Jean Marais, attore (Francia)
- Paul Rotha, regista (Regno Unito)
- L.B. Rao (India)
- Duilio Coletti, regista e sceneggiatore (Italia)
- Michiko Tanaka, attrice (Giappone)
- Gerhard T. Buchholz, regista, sceneggiatore e produttore (Germania Ovest)
- Willy Haas, sceneggiatore (Germania Ovest)
- Gerhard Lamprecht, regista, sceneggiatore e produttore (Germania Ovest)
- Leopold Reidemeister, storico dell'arte (Germania Ovest)

### Giuria "Documentari e cortometraggi"
- Wali Eddine Sameh, regista (Egitto) - Presidente di giuria[10]
- Günther Birkenfeld, produttore (Germania Ovest)
- Werner Eisbrenner, compositore e direttore d'orchestra (Germania Ovest)
- Adolf Forter, produttore (Svizzera)
- Anton Koolhaas, sceneggiatore (Paesi Bassi)
- Jan-Olof Olsson, scrittore (Svezia)
- Edward Toner, co-fondatore della Irish Film Society (Irlanda)

## Selezione ufficiale (parziale)
- Der 10. Mai, regia di Franz Schnyder (Svizzera)
- Anna di Brooklyn, regia di Vittorio De Sica e Carlo Lastricati (Italia, Francia)
- Bab el hadid, regia di Yusuf Shahin (Egitto)
- Birra ghiacciata ad Alessandria (Ice Cold in Alex), regia di J. Lee Thompson (Regno Unito)
- Una cita de amor, regia di Emilio Fernández (Messico)
- Los dioses ajenos, regia di Román Viñoly Barreto (Argentina)
- Djajaprana, regia di Kotot Soekardi (Indonesia)
- Dollari dal cielo (Guld og grønne skove), regia di Gabriel Axel (Danimarca)
- Due occhi e dodici mani (Do Aankhen Barah Haath), regia di Rajaram Vankudre Shantaram (India)
- I figli di Gengis-khan (La passe du diable), regia di Jacques Dupont e Pierre Schoendoerffer (Italia, Francia, Spagna)
- La legge è legge, regia di Christian-Jaque (Francia, Italia)
- Miércoles de ceniza, regia di Roberto Gavaldón (Messico)
- Miriam, regia di William Markus (Finlandia)
- Il mostro di Mägendorf (Es geschah am hellichten Tag), regia di Ladislao Vajda (Svizzera, Spagna, Germania Ovest)
- Oi paranomoi, regia di Nikos Koundouros (Grecia)
- La parete di fango (The Defiant Ones), regia di Stanley Kramer (Stati Uniti)
- Il posto delle fragole (Smultronstället), regia di Ingmar Bergman (Svezia)
- Ragazze in uniforme (Mädchen in Uniform), regia di Géza von Radványi (Germania Ovest, Francia)
- Selvaggio è il vento (Wild Is the Wind), regia di George Cukor (Stati Uniti)
- Shab-neshini dar jahannam, regia di Samuel Khachikian, Mushegh Sarvarian (Iran)
- Storia di un amore puro (Jun'ai Monogatari), regia di Tadashi Imai (Giappone)
- Tempo di vivere (A Time to Love and a Time to Die), regia di Douglas Sirk (Stati Uniti, Germania Ovest)
- Tentazione (Byakuya no yojo), regia di Eisuke Takizawa (Giappone)
- Tumulto de Paixões, regia di Zygmunt Sulistrowski (Stati Uniti, Brasile, Germania Ovest)
- Ut av mørket, regia di Arild Brinchmann (Norvegia)
- ¡Viva lo imposible!, regia di Rafael Gil (Spagna)

### Documentari e cortometraggi
- Glas, regia di Bert Haanstra (Paesi Bassi)
- Jaguar, regia di Sean Graham (Ghana)
- Königin im Frauenreich, regia di H. Zickendraht (Svizzera)
- La lunga raccolta, regia di Lionetto Fabbri (Italia)
- L'ottava meraviglia del mondo (Traumstraße der Welt), regia di Hans Domnick (Germania Ovest)
- Perri, regia di Paul Kenworthy e Ralph Wright (Stati Uniti)
- Trans Canada Summer, regia di Ronald Dick (Canada)

## Premi

### Premi della giuria internazionale
- Orso d'oro: Il posto delle fragole di Ingmar Bergman
- Orso d'argento, gran premio della giuria: Due occhi e dodici mani di Rajaram Vankudre Shantaram
- Orso d'argento per il miglior regista: Tadashi Imai, per Storia di un amore puro
- Orso d'argento per la migliore attrice: Anna Magnani, per Selvaggio è il vento di George Cukor
- Orso d'argento per il miglior attore: Sidney Poitier, per La parete di fango di Stanley Kramer

### Premi della giuria "Documentari e cortometraggi"
- Orso d'oro per il miglior documentario: Perri di Paul Kenworthy e Ralph Wright
- Orso d'argento (documentari): L'ottava meraviglia del mondo di Hans Domnick
- Orso d'oro per il miglior cortometraggio: La lunga raccolta di Lionetto Fabbri
- Orso d'argento, premio straordinario della giuria (cortometraggi): ex aequo
Glas di Bert Haanstra
Königin im Frauenreich di H. Zickendraht

### Premi delle giurie indipendenti
- Premio FIPRESCI: ex aequo
Birra ghiacciata ad Alessandria di J. Lee Thompson
Victor Sjöström, per l'insieme delle sue opere e la performance in Il posto delle fragole di Ingmar Bergman
- Menzione speciale: Jaguar di Sean Graham
- Premio OCIC: Due occhi e dodici mani di Rajaram Vankudre Shantaram
- Premio del Senato di Berlino per l'educazione: I figli di Gengis-khan di Jacques Dupont e Pierre Schoendoerffer